# Centre européen des consommateurs
Pour les articles homonymes, voir CEC et ECC.
Le réseau des Centres européens des consommateurs ou CEC (en anglais, European Consumer Center ou ECC) est un réseau européen soutenu par la Commission européenne, les États membres, la Norvège et l’Islande. Il est constitué de 29 centres, avec un centre dans chacun des 27 États membres de l'Union européenne (UE), ainsi qu’en Islande et en Norvège. Ils travaillent ensemble pour fournir aux consommateurs des informations sur l’achat transfrontalier de biens et services. De plus, ils apportent assistance aux consommateurs grâce au règlement amiable des litiges transfrontaliers et autres procédures de médiation.

## Historique
L’actuel Réseau des Centres Européens des Consommateurs a été créé en janvier 2005 par la Commission Européenne, après la fusion de deux réseaux de protection du consommateur préexistants : le réseau extrajudiciaire européen (EEJ-Net) et le réseau des Euroguichets.
En 1992, les Euroguichets ont mené des campagnes d’information, de conseil et de promotion autour des questions consuméristes. Le réseau extrajudiciaire européen (EEJ-Net) a été fondé en 2001 afin d’aider et de conseiller les consommateurs au sujet de l’application de leurs droits dans le cadre de litiges transfrontaliers par le biais de dispositifs alternatifs de règlement des litiges (ADR).
En 2006, tous les États membres disposaient d’un point de contact national appartenant au réseau des CEC. Actuellement le réseau comprend 30 centres, un par État membre, ainsi qu’en Islande et en Norvège. Selon le pays, certains centres sont rattachés à un ministère ou une autorité publique ; d’autres sont hébergés par des associations indépendantes ou encore d’autres structures.

## Objectifs
En vue d’assister les consommateurs, le réseau des Centres Européens des Consommateurs poursuit les objectifs suivants : 
- Fournir des informations aux consommateurs pour leur permettre d’acheter des biens et services dans le marché intérieur en étant pleinement conscients de leurs droits et devoirs.
- Répondre directement aux demandes d’information des consommateurs ou autres parties.
- En cas de réclamation, aider et soutenir les consommateurs dans leurs échanges/contacts avec le professionnel basé dans un autre État membre que le leur.
- Si nécessaire, aider les consommateurs à trouver un organisme de médiation.

Les CEC développent également une coopération efficace et effective avec les organismes de médiation nationaux et ils soutiennent les autorités nationales pour la promotion et le développement de nouvelles procédures de médiation.
De plus, les CEC collectent et analysent les informations provenant des sollicitations des consommateurs à des fins statistiques et pour l’élaboration de futures politiques en matière de consommation. Ils effectuent des comparaisons transfrontalières sur la législation et d’autres préoccupations d’intérêt pour les consommateurs sur un large éventail de sujets. Ces rapports sont transférés aux décideurs politiques et autorités d’application.
Ce réseau coopère avec tous les autres réseaux européens, tels que FIN-NET (finances), Solvit (marché intérieur), Enterprise Europe Network, Europe Direct, Réseau judiciaire européen en matière civile et commerciale.

## Fonctionnement
Les consommateurs qui ne trouvent pas de solution à leur réclamation auprès d’un professionnel situé dans un autre État membre de l’Union européenne, ou encore en Islande et en Norvège, peuvent contacter le CEC de leur pays de résidence pour obtenir de l’aide. Les consommateurs peuvent demander de l’aide aux CEC par téléphone, fax ou mail, ou en se rendant physiquement dans les locaux de certains centres.
Le CEC contacté traduira les pièces du dossier, si besoin, et les transmettra au CEC du pays du professionnel qui va essayer de trouver une solution amiable au litige, par l’intermédiaire d’un organe de médiation compétent ou en contactant directement le professionnel. Le CEC ne peut contraindre le professionnel à agir.

## Chiffres
2008 : le réseau a eu plus de 62 000 sollicitations de citoyens en 2008. 54 % d’entre elles étaient des réclamations et le reste des demandes d’informations. En 2008, les consommateurs ont principalement porté réclamation au sujet des services de transport (33,23 %), des services de loisirs et culturels (25,42 %) et des services de restauration, hôtel et hébergement (13,38 %). Ces trois secteurs ont généré 72 % de toutes les réclamations reçues par le réseau.
2007 : le réseau a reçu 55 000 sollicitations de consommateurs en 2007. La majorité des réclamations traitées par les CEC concernent les termes d’un contrat (25 %), le service ou produit (22,4 %) et la livraison (20 %). 22 % des réclamations enregistrées par les CEC se rapportent aux services de transport et notamment aux droits des passagers aériens, suivis par les services de loisirs et culturels (près de 12 %) et des services audiovisuels (près de 10 %). Plus de la moitié des réclamations concerne des transactions en ligne (55 %).

## Contexte
La politique consumériste menée par la Commission européenne a pour but de fournir une meilleure et plus complète information aux consommateurs, de promouvoir les achats à l’intérieur de l’UE et rendre conscients les consommateurs de leurs droits. La consommation des particuliers représente 60 % du PIB (produit intérieur brut), mais seulement un consommateur sur cinq sait que les mêmes droits fondamentaux pour les consommateurs s’appliquent dans chacun des États membres de l’UE ; seul un tiers de la population européenne est consciente du fait que la sécurité des produits achetés en Europe est garantie au sein de toute l’UE.
Même si les principaux droits des consommateurs sont les mêmes à travers l’Europe, des différences significatives existent entre les législations des États membres. Ces différences juridiques sont source de confusion pour les consommateurs qui pourraient être sujets à un traitement différent d’un État membre à l’autre.
Le manque de confiance du consommateur concernant la protection de ses droits dans un autre pays européen semble être le plus fort frein à la consommation transfrontalière et cela explique pourquoi seulement 12 % des citoyens font des achats en dehors de leur pays de résidence. De plus, la majorité des achats transfrontaliers sont effectués lors de vacances.
Au travers du réseau des CEC, la Commission européenne souhaite renforcer la confiance du consommateur et l’efficacité de la législation consumériste.